# Hoekwantvisserij

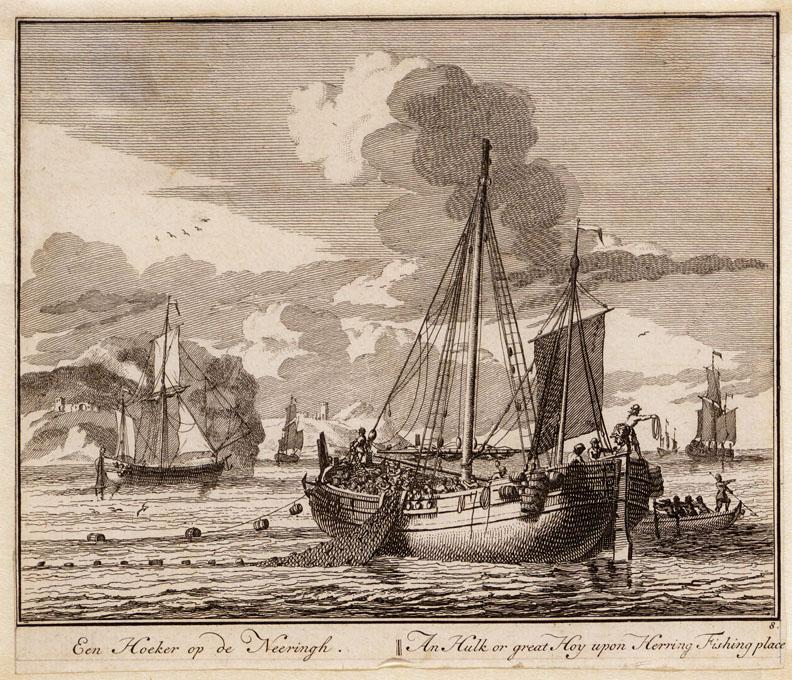
Adolf van der Laan: Een Hoeker op de nering circa 1720

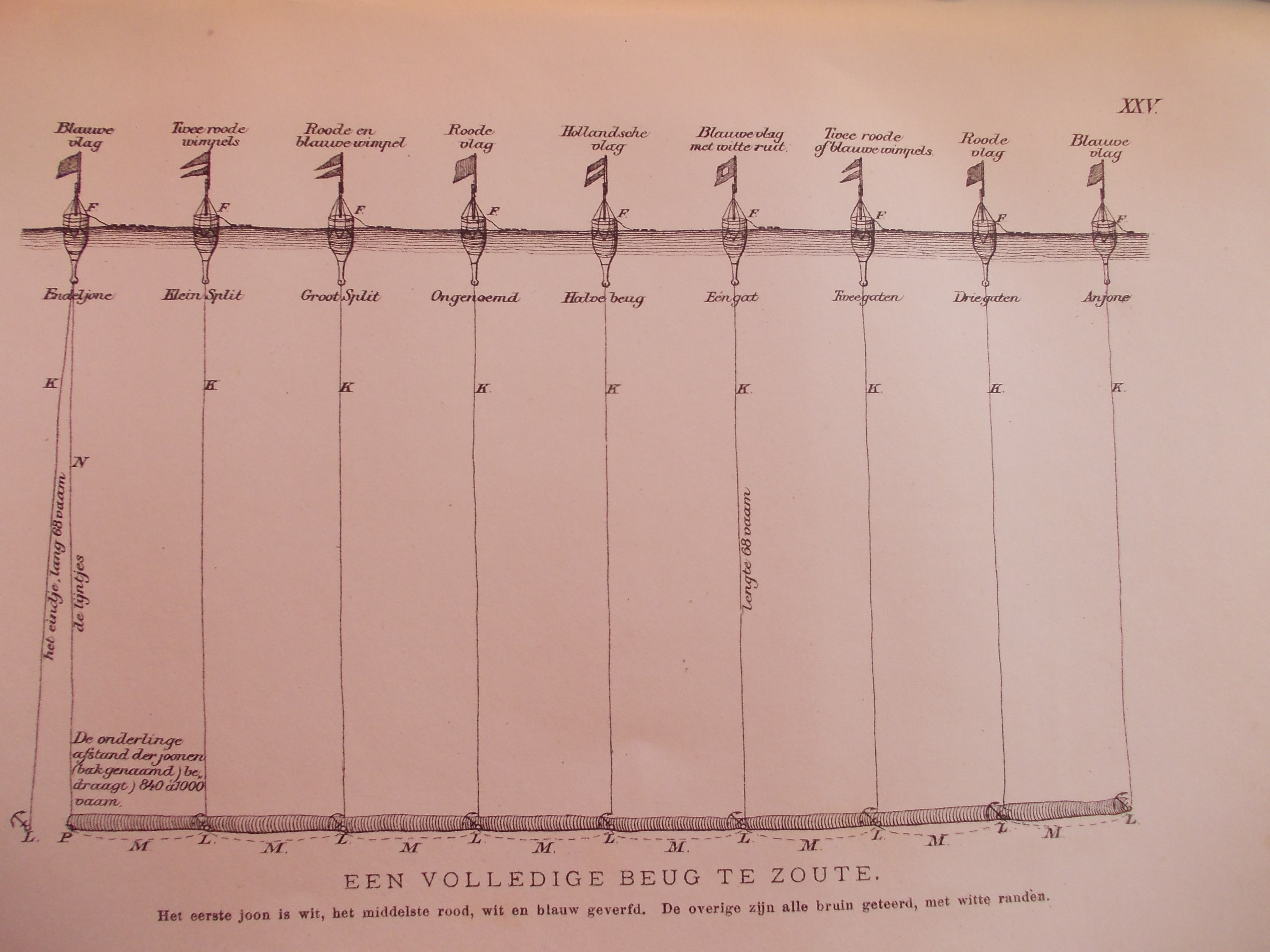
Vistuig voor de beugvisserij

Hoekwantvisserij is een verzamelnaam van een drietal zeevisserijen, namelijk de beugvisserij, de kolvisserij en de traapvisserij. Deze visserijen hadden als overeenkomst dat het zeevissen plaatsvond onder gebruikmaking van een lijn of een lijnenstelsel waaraan een of meer geaasde haken waren bevestigd.

## Benaming
De benaming hoekwantvisserij was opgebouwd uit een tweetal deelwoordjes; het ging allereerst om de oudere taalvorm van het woordje haak dat hoek was en ten tweede om het deelwoordje want dat een samenstel of een samenbundeling van vistuig of net betekende. Bepaalde vissersschepen die een der hier besproken vormen van visserij uitoefenden werden, afgeleid van het woordje hoek, in voorgaande eeuwen als hoekers bestempeld. In de loop van de 19e eeuw gingen de betrokken rederijen over op een scheepstype, sloep genaamd. De aan de Noordzeekust gelegen Zijdse dorpen pasten eveneens een bepaalde vorm van hoekwantvisserij toe. Dit had plaats vanaf hun platboomde pinken en het daarop volgende scheepstype bomschuit.

## Visgronden
Alhoewel de genoemde visserijen voornamelijk werden uitgeoefend op de Noordzee, waren ze in — beperkter — mate ook aan te treffen op de vroegere Zuiderzee en op het latere IJsselmeer. Grotere vissersplaatsen als Vlaardingen, Maassluis, Rotterdam maar ook kleinere als Zwartewaal en Pernis die waren gelegen aan de toenmalige Maas hielden zich bezig met de beugvisserij. Los daarvan werden bepaalde vormen van hoekwantvisserij toegepast door verschillende Vlaamse kustdorpen, door Zeeuwse vissersplaatsen alsook door de reeds genoemde Hollandse vissersdorpen van De Zijde. De vissoorten waarom het ging waren voornamelijk kabeljauw en schelvis. Alhoewel in het verlengde van deze visserij ook bot en rog staan vermeld, zijn de twee eerstgenoemde soorten toch de meest belangrijke geweest. Ze werden zowel vers in een bun en/of in ijs als bewerkt, waarna ingezouten, in tonnen aangevoerd.

## Oude visserij
De historie van de verschillende hoekwantvisserijen is een oude; ze gaat terug tot aan de late middeleeuwen. Alhoewel een vaststaand verband niet voorhanden is zou een bepaalde relatie tussen de 'hoeken' en de 'kabeljauwen' — een samenhang van langdurige twisten uit de 14e en 15e eeuw — mogelijk kunnen zijn. De aanwezige regelgeving uit de 15e en 16e eeuw verschaft   duidelijkheid over de oude visserijen. Een naslagwerk van groot belang is voorts het Visboeck van Adriaen Coenen. De reeds genoemde afslager en viskoper Adriaen Coenen (± 1514-1584) was tevens de illustrator van de onthullende tekeningen in kleur zoals deze voorkomen in zijn naslagwerk.

## Einde van een traditie
Zowel uit de teksten als uit de tekeningen van Adriaen Coenen spreekt de aanwezigheid en de belangrijkheid van de hoekwantvisserij in zijn jaren. Met de komst van de logger veranderde vanaf 1866 de manier waarop de haringvangst werd bedreven. Dit scheepstype was beter geschikt voor de grotere en lichtere netten die door wijzigingen in de Visserijwet van 1857 werden toegestaan. Een toonaangevend naslagwerk van de Vlaardingse reder A. Hoogendijk Jz. laat zien dat de beugvisserij eind 19e eeuw nog springlevend was. Toch zal ze in grotere omvang aan het begin van de 20e eeuw door gewijzigde omstandigheden binnen de Noordzeevisserij haar einde vinden. 